# Alamagan

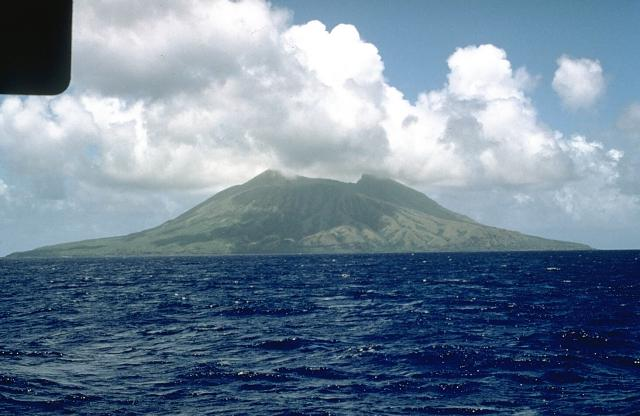

Alamagan – wyspa wulkaniczna należąca do archipelagu Marianów Północnych. Znajduje się 56 km na północ od Guguan, 463 km na północ od Saipan i 111 km na południe od Pagan. Wyspa nie jest zamieszkana.

## Geografia
Alamagan ma w przybliżeniu kształt elipsy o długości 4,8 km i szerokości 4 km. Powierzchnia wyspy wynosi 13 km². Cała wyspa jest stratowulkanem, który wznosi się ponad 4000 m od dna oceanu na wysokość 744 m n.p.m. Najwyższym szczytem jest Bandeera Peak na północno-zachodnim skraju wyspy.
W obrębie głównego krateru i na zachodnich stokach licznie występują fumarole.
Wyspa ma bardzo strome zbocza od strony wschodniej, które są podatne na osunięcia ziemi. Zachodnie zbocze ma głębokie kaniony powstałe w wyniku erozji. Linia brzegowa jest zdominowana przez strome klify dochodzące do 100 m wysokości.

## Historia
Wyspa byłą kiedyś zamieszkiwana przez Czamorro. Świadczą o tym pozostawione kamienne słupy i wyroby ceramiczne.
Wyspa została odkryta 1669 roku przez hiszpańskiego misjonarza Diego Luis de Sanvitores. W 1695 tubylcy zostali przymusowo przesiedleni na Saipan, a trzy lata później na Guam.
W 1899 wyspa wraz z całym archipelagiem Marianów Północnych została sprzedana Cesarstwu Niemieckiemu przez Hiszpanię. Od tej pory wyspa stanowiła część Nowej Gwinei Niemieckiej. W tym czasie na wyspie działała prywatna firma Pagan Society należąca do niemieckiego i japońskiego partnera. Firma ta prowadziła plantację kokosów, jednak silne tajfuny, które przeszły nad wyspą zniszczyły plantację i doprowadziły do upadku firmy.
Po I wojnie światowej wyspa została przekazana przez Ligę Narodów Cesarstwu Japonii, jako część Mandatu Południowego Pacyfiku. Po II wojnie światowej wyspa została przekazana Stanom Zjednoczonym, jako część Powierniczego Terytorium Wysp Pacyfiku. Obecne jest częścią terytorium stowarzyszonego z USA i stanowi część Wspólnoty Marianów Północnych.
Wyspa była zamieszkana i nadal służyła do produkcji kopry. Głównymi osadami na wyspie były Song Song na południu i Patida na północnym zachodzie. Jednak liczba mieszkańców ciągle spadała i w 1962 roku trzeba było zamknąć tamtejszą szkołę podstawową z powodu braku uczniów. Ze względu na wzrost aktywności wulkanicznej wyspę ewakuowano w 1998 roku. W czasie przeprowadzania spisu powszechnego w 2000 roku na wyspie żyło 6 osób. Po przejściu tajfunu we wrześniu 2009 roku wiele drzew zostało zniszczonych, a mieszkańcy zostali przesiedleni na Saipan. Obecnie wyspa nie jest zamieszkana.

## Literatura
- Russell E. Brainard et al.: Coral reef ecosystem monitoring report of the Mariana Archipelago: 2003–2007. (=PIFSC Special Publication, SP-12-01) NOAA Fisheries, Pacific Islands Fisheries Science Center 2012 (Kapitel Alamagan (englisch, PDF, 12,2 MB))
- Richard B. Moore, Frank A. Trusdell: Geologic map of Alamagan Volcano, northern Mariana Islands. United States Geological Survey 1993 (Download)